# Иногда они возвращаются… снова
«Иногда они возвращаются… снова!» (англ. Sometimes They Come Back... Again!) — американский фильм ужасов 1996 года, продолжение экранизации рассказа Стивена Кинга, но событийно не связанный с первым фильмом.

## Сюжет
Психолог Джон Портер узнаёт, что его мать скончалась при загадочных обстоятельствах. Вместе со своей дочерью-подростком Мишель, Джон возвращается в родной городок Гленрок на похороны матери, где на него сразу же накатывают болезненные воспоминания — 30 лет назад, когда Джон был ещё ребёнком, он стал свидетелем жестокого убийства своей старшей сестры Лизы, которую зарезали Тони Рено и его друзья Винни и Шон. Тогда Джону удалось расквитаться с убийцами — он бросил электрический провод в воду, перемешанную с кровью сестры, где стояли мерзавцы — все трое погибли.
Между тем, Мишель находит новых друзей — сумасшедшего садовника Стива и двух девочек, Марию и Джулс. В ночь после похорон, они приглашают Мишель на ужин в честь её 18-летия. Девушки замечают молодого обворожительного человека, невероятно похожего на Тони, и даже обладающего тем же именем. Мария пытается привлечь его внимание, но очевидно, что ему нравится Мишель. Юноша делает Мишель подарок по случаю Дня рождения, а затем исчезает. Вскоре, Марию и Джулс убивают.
Тем временем, от отца Робертса, священника, к которому Джон пришёл после убийства Лизы, мужчина узнаёт, что смерть его матери не была случайностью.

## В ролях
- Майкл Гросс — Джон Портер
- Алексис Аркетт — Тони Рено
- Хилари Суонк — Мишель Портер
- Бохис Кристофер — Винни Ритакко
- Глен Бодин — Шон Патрик
- Дженнифер Элайз Кокс — Джулс Мартин
- Дженнифер Аспен — Мэри Мур
- Уильям Морган Шеппард — Отец Арчер Робертс
- Майкл Малота — Юный Джон
- Габриэль Дэлл-Младший — Стив Пэгель
- Патрик Ренна — Юный Алан
- Лесли Дэнон — Лиза Портер
- Ингрид Стар — Дженнифер Хэдли
- Майкл Стадвек — Фил Торн
- Андри Гиббс — Пэйдж Портер